# Damalis basalis
Damalis basalis là một loài ruồi trong họ Asilidae. Damalis basalis được Scarbrough miêu tả năm 2005. Loài này phân bố ở miền Ấn Độ - Mã Lai.